# Woburn Abbey Cemetery
Woburn Abbey Cemetery is een Britse militaire begraafplaats met gesneuvelden uit de Eerste Wereldoorlog, gelegen in de Franse gemeente Cuinchy (departement Pas-de-Calais). De begraafplaats ligt aan de Rue Julien Clément op 460 m ten zuidoosten van het centrum van Cuinchy (Église Saint-Pierre). Ze werd ontworpen door Charles Holden en heeft een trapeziumvormig grondplan met een oppervlakte van 2.659 m². Het terrein wordt omsloten door een lage natuurstenen muur en de open toegang bevindt zich in een naar binnen gebogen halfrond bordes met een vijftal treden. Aan de tegenoverliggende muur staat het Cross of Sacrifice, geflankeerd door twee schuilgebouwtjes, en de Stone of Remembrance op een verhoogd terras. 
Er worden 548 doden herdacht waaronder 232 niet geïdentificeerde.
De begraafplaats wordt onderhouden door de Commonwealth War Graves Commission.
Op het grondgebied van de gemeente ligt ook Guards Cemetery, Windy Corner en in de gemeentelijke begraafplaats liggen Britse gesneuvelden die bij de CWGC geregistreerd staan onder Cuinchy Communal Cemetery.

## Geschiedenis
Cuinchy lag gedurende bijna de gehele oorlog binnen het bereik van de Duitse artillerie. De begraafplaats werd genoemd naar een huis dat oostelijk van het bataljonshoofdwartier lag en dat als veldhospitaal werd gebruikt. Ze werd in juni 1915 door eenheden van het Royal Berkshire Regiment aangelegd en door het veldhospitaal gebruikt om de overleden gewonden te begraven. De begraafplaats werd wegens de gevaarlijke situatie in januari 1916 gesloten. Enkele bijzettingen gebeurden nog in april 1918. De graven in de perken II tot V werden na de wapenstilstand toegevoegd door concentratie van graven uit de slagvelden ten oosten van Béthune en van de volgende kleinere begraafplaatsen: 17 van The Cheriots, Rue-du-Bois in Richebourg-l'Avoue, 17 van King's Claire, 31 van No.1 Harley Street, 36 van Pont-Fixe Post Office Cemetery en 34 van Vauxhall Bridge Road Cemetery in Cuinchy.
Onder de geïdentificeerde doden zijn er 305 Britten en 11 Canadezen. Voor drie Britten werden Special Memorials opgericht omdat hun graven niet meer gelokaliseerd konden worden en men neemt aan dat ze zich onder naamloze grafzerken bevinden.

## Graven

### Onderscheiden militairen
- F.C. Sainton, kapitein bij het Royal Sussex Regiment werd onderscheiden met het Military Cross (MC).
- Harry Reginald Robertson, sergeant bij de The King's (Liverpool Regiment) werd onderscheiden met de Distinguished Conduct Medal (DCM).
- Richard Scott Clark, soldaat bij de Black Watch (Royal Highlanders) werd onderscheiden met de Military Medal (MM).

### Minderjarige militairen
- de soldaten W.G. Dickens en Thomas Edward Voss waren slechts 17 jaar toen ze stierven.

### Alias
- soldaat James Holme diende onder het alias James Hulme bij het The Loyal North Lancashire Regiment.